# Gekko yakuensis
Espèce
Gekko yakuensis est une espèce de geckos de la famille des Gekkonidae.

## Répartition
Cette espèce est endémique du Japon. Elle se rencontre à Yakushima et à Tanegashima dans l'archipel Nansei et à Kyūshū.

## Description
Des cas d'hybridations avec Gekko hokouensis ont été observés.

## Étymologie
Son nom d'espèce, composé de yaku et du suffixe latin -ensis, « qui vit dans, qui habite », lui a été donné en référence au milieu de sa découverte, l'île de Yakushima.

## Publication originale
- (en) Matsui & Okada, 1968 : A new species of Gekko found in Yakushima, one of the small island south of Kyushu. Acta Herpetologica Japonica, vol. 3, p. 1-4.